# Екскаваторний спосіб видобутку торфу
Екскаваторний спосіб видобутку торфу (рос. торфодобыча экскаваторная, англ. peat excavating method; нім. Torfgewinnung f mit Bagger, Baggertorfgewinnung f — кар'єрний спосіб розробки торфового покладу екскаватором на всю його глибину (в основному торф низинного типу зі ступенем розкладу понад 15 %і зольністю до 23 %). Видобутий торф йде на комунально-побутові потреби. Технологічний цикл включає: екскавацію торфу, його первинну переробку в кар'єрі, транспортування, формування і вистилання торфових цеглин на поверхні полів сушки поряд із кар'єром, сушку з перевертанням та викладанням при необхідності фігур сушки — клітей, збирання сухого торфу. Для реалізації способу застосовуються багатоковшеві екскаватори-багери, багерноелеваторні машини, торфові екскаватори з бункером-накопичувачем, скреперно-елеваторні машини, дизельні екскаватори з гідравлічним приводом.